# Živaljevići
Živaljevići (cyr. Живаљевићи) – wieś w Bośni i Hercegowinie, w Republice Serbskiej, w gminie Rogatica. W 2013 roku liczyła 18 mieszkańców.